# Myrmeleon pertyi
Myrmeleon pertyi är en insektsart som beskrevs av Navás 1912. Myrmeleon pertyi ingår i släktet Myrmeleon och familjen myrlejonsländor. Inga underarter finns listade i Catalogue of Life.